# Ian Thomas (Sänger, 1997)

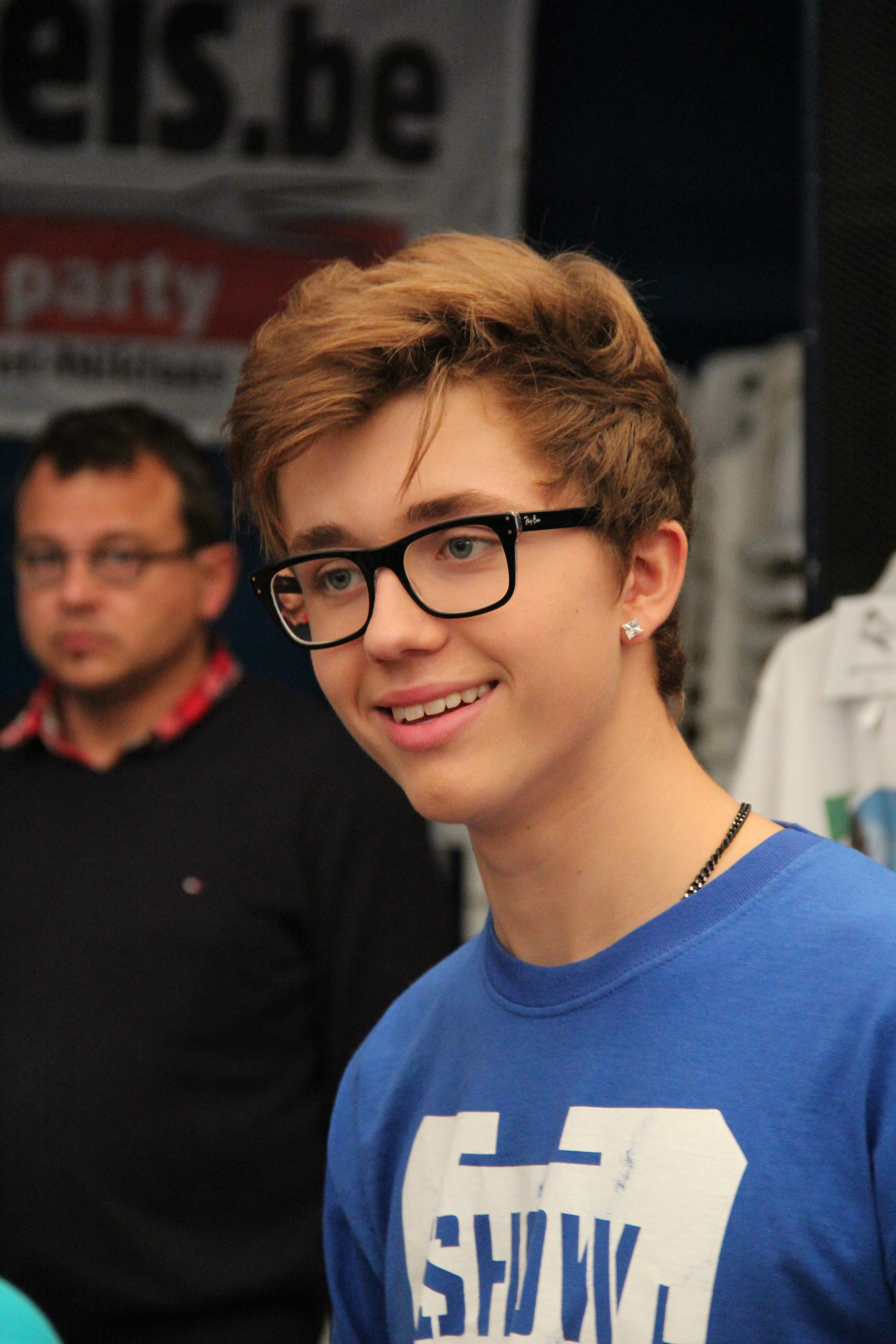
Ian Thomas (2012)

Ian Thomas (* 30. April 1997 in Belgien; vollständiger Name Ian Thomas Hoelen) ist ein flämischer Sänger, der über die Videoplattform Youtube mit Songs von Justin Bieber bekannt wurde.

## Biografie
Ian Thomas Hoelen ist der Sohn des flämischen Schauspielers Frank Hoelen und der niederländischen Choreografin Brigitte Derks. Der flämische Sänger Chris Van Tongelen ist sein Stiefvater.
Seine Eltern veröffentlichten ein Video auf YouTube, in dem Ian eine niederländische Version des Songs „Baby“ von Justin Bieber sang; so bekam er den Spitznamen „Flämischer Justin Bieber“. Dadurch wurde er von Universal entdeckt und unter Vertrag genommen.
Seine erste Single „Baby“ erreichte im Frühjahr 2011 Platz 15 der flämischen Charts. Außerdem veröffentlichte er eigene Songs und brachte das Album „More Than a Game“ heraus, das es bis in die Top Ten brachte. Mit seinem zweiten Album „Diversity“ konnte er zwei Jahre später an den Erfolg anknüpfen, auch wenn er nicht die Chartplatzierungen des Vorgängers erreichte. Die Single „LaLaLand“ wurde auch in Deutschland veröffentlicht. Seinen ersten Single-Top-Ten-Hit in Belgien hatte Ian Thomas im Herbst desselben Jahres mit dem Lied „Rain“.

## Diskografie

### Alben
| Jahr | Titel              | Höchstplatzierung, Gesamtwochen, AuszeichnungChartsChartplatzierungen (Jahr, Titel, Platzierungen, Wochen, Auszeichnungen, Anmerkungen) | Anmerkungen |
| Jahr | Titel              | BEF | Anmerkungen |
| ---- | ------------------ | --- | ----------- |
| 2011 | More Than a Game   | BEF6 (25 Wo.)BEF |             |
| 2013 | Diversity          | BEF16 (17 Wo.)BEF |             |
| 2014 | Game Time          | BEF13 (11 Wo.)BEF |             |
| 2016 | Make Things Happen | BEF9 (11 Wo.)BEF |             |

### Singles
| Jahr | Titel Album                        | Höchstplatzierung, Gesamtwochen, AuszeichnungChartsChartplatzierungen (Jahr, Titel, Album, Platzierungen, Wochen, Auszeichnungen, Anmerkungen) | Anmerkungen                                                   |
| Jahr | Titel Album                        | BEF | Anmerkungen                                                   |
| ---- | ---------------------------------- | --- | ------------------------------------------------------------- |
| 2011 | Baby More Than a Game              | BEF15 (4 Wo.)BEF | Original: Justin Bieber                                       |
| 2013 | Lalaland Diversity                 | BEF26 (4 Wo.)BEF |                                                               |
| 2013 | Rain Game Time                     | BEF10 (3 Wo.)BEF |                                                               |
| 2014 | Walking on Air                     | BEF4 (5 Wo.)BEF | Anise K feat. Ian Thomas, Snoop Dogg, Lance Bass & Bella Blue |
| 2014 | Another Round Game Time            | BEF21 (2 Wo.)BEF |                                                               |
| 2014 | Slow Down Game Time                | BEF8 (4 Wo.)BEF |                                                               |
| 2014 | Love × 4 Game Time                 | BEF9 (1 Wo.)BEF |                                                               |
| 2014 | Run Away Game Time                 | BEF25 (1 Wo.)BEF | Remix feat. Nyanda                                            |
| 2015 | Cheers                             | BEF11 (1 Wo.)BEF | feat. Tyga                                                    |
| 2015 | Till the Morning                   | BEF18 (7 Wo.)BEF | feat. Flo Rida & LiLana                                       |
| 2016 | Song for My Dad Make Things Happen | BEF41 (1 Wo.)BEF | Live Original: Vaarwel vader von Dana Winner                  |

Weitere Singles
- Autograph (2011)
- You Are the One (feat. Mello, 2012)
- Turn the Tide (2012)
- Dancefloor in Five (2013)
- Hello World (live, 2016)
- Banana Pancakes (live, 2016)
- Too Good to Be True (live, 2016)
- Envelop Me (live, 2016)
- Females (live, 2016)
- Slaap lekker (Fantastig toch) (live, 2016)

Gastbeiträge
- Dans the wereld rond / Nicole  & Hugo feat. Ian Thomas (2012)